# Omphacomeria acerba
Omphacomeria acerba là một loài thực vật có hoa trong họ Santalaceae. Loài này được (R. Br.) A. DC. mô tả khoa học đầu tiên năm 1856.